# Saint-Cyr (Haute-Vienne)
Saint-Cyr is een gemeente in het Franse departement Haute-Vienne (regio Nouvelle-Aquitaine) en telt 616 inwoners (1999). De plaats maakt deel uit van het arrondissement Rochechouart.

## Geografie
De oppervlakte van Saint-Cyr bedraagt 21,5 km², de bevolkingsdichtheid is 28,7 inwoners per km².
De onderstaande kaart toont de ligging van Saint-Cyr (Haute-Vienne) met de belangrijkste infrastructuur en aangrenzende gemeenten.

## Demografie
Onderstaande figuur toont het verloop van het inwonertal (bron: INSEE-tellingen).